# Like a Lady
Like a Lady (deutsch: „Wie eine Dame“) ist ein Dance-Electro-Popsong der deutschen Girlgroup Monrose. Das Lied wurde als erste Single des Albums Ladylike veröffentlicht.

## Hintergrund
Like a Lady ist die erste Singleauskopplung des Albums Ladylike und wurde am 28. Mai 2010 im deutschsprachigen Raum veröffentlicht. Das Lied wurde von Alexander Komlew, Ercola, Risto Asikainen und Zippy Davis geschrieben und vom deutschen Produktionsteam Tuneverse produziert.
Das Lied hatte bei The Dome 54 Premiere. Am 10. Juni 2010 wurde Like a Lady beim Finale der fünften Staffel von Germany’s Next Topmodel präsentiert. Die Videopremiere zur Single fand am 11. Mai 2010 auf der Myspace-Seite der Band statt, der Musiksender VIVA zeigte den Clip erstmals am 12. Mai 2010.

## Musikvideo
„Das Video soll so ein bisschen zeigen, wie hart der Weg im Showbusiness ist und dass wir uns sozusagen aus diesem kleinen Embryo herauskämpfen zu den Leuten und dass es gar nicht so einfach ist, auf einmal dort oben zu stehen. Man fängt eigentlich ganz weit unten an und wird immer wieder zurück geschmissen. Das haben wir am eigenen Leib erfahren in den letzten Jahren.“

„Der Videodreh geht so ein bisschen in das Kämpferische, da wir nach Außen zeigen möchten, dass wir auch Kämpfer sind. Auch wenn wir Frauen sind. Dass wir wirklich sehr viel machen und erreichen können, egal was du möchtest.“

Das Musikvideo wurde Anfang Mai 2010 in Berlin unter der Regie von Thomas Job gedreht. Die Choreografie stammt von Marvin Smith. Das Video zur Single wurde erstmals am 12. Mai 2010 auf VIVA Live! gezeigt, nachdem es einen Tag vorher bereits auf der MySpace-Seite der Band zu sehen war.
Das Video ist in drei Hauptszenen unterteilt, mit jeweils anderen Kostümen. Die erste Szene zeigt wie die Bandmitglieder Senna, Mandy und Bahar in kleinen, weißen Röhren tanzen. Dazu tragen sie schwarze Catsuits, High-Heels und mit Spiegeln besetzte Schulterpolster. Im weiteren Video tauchen drei Tänzer und die mit der Band befreundeten Dragqueens Olivia O’Hara, Catherrine Leclery und Nani Labelle auf. In der folgenden Szene ist die Girlgroup auf einer roten Rampe in weißen Kostümen mit großen, weißen Schulterpolstern gekleidet und tanzen gemeinsam mit den Tänzern und weißen Leuchtröhren, die sie wie Lichtschwerter benutzen. Der Regisseur Thomas Job erklärt die Szene folgendermaßen: „Nach dem Schlüpfen muss man hinaus in den Kampf gegen die Welt um dort hinzukommen wo man hin will.“ Im letzten Teil tanzen die Mädchen hinter einem Vorhang. In dieser Szene tragen die Mitglieder schwarze Lederkleidung mit Silbernieten.

## Titelliste der Single
Titelliste der 2-Track-Single
1. Like a Lady (3:09)
2. I Surrender (4:06)

Download-Single
1. Like a Lady (Louis Carpaccio-Remix) (5:00)

## Chartplatzierungen
| ChartsChartplatzierungen | Höchstplatzierung | Wochen |
| ------------------------ | ----------------- | ------ |
| Deutschland (GfK)        | 9 (18 Wo.)        | 18     |
| Österreich (Ö3)          | 9 (16 Wo.)        | 16     |
| Schweiz (IFPI)           | 13 (10 Wo.)       | 10     |

| ChartsJahrescharts (2010) | Platzierung |
| ------------------------- | ----------- |
| Deutschland (GfK)         | 77          |